# Svans

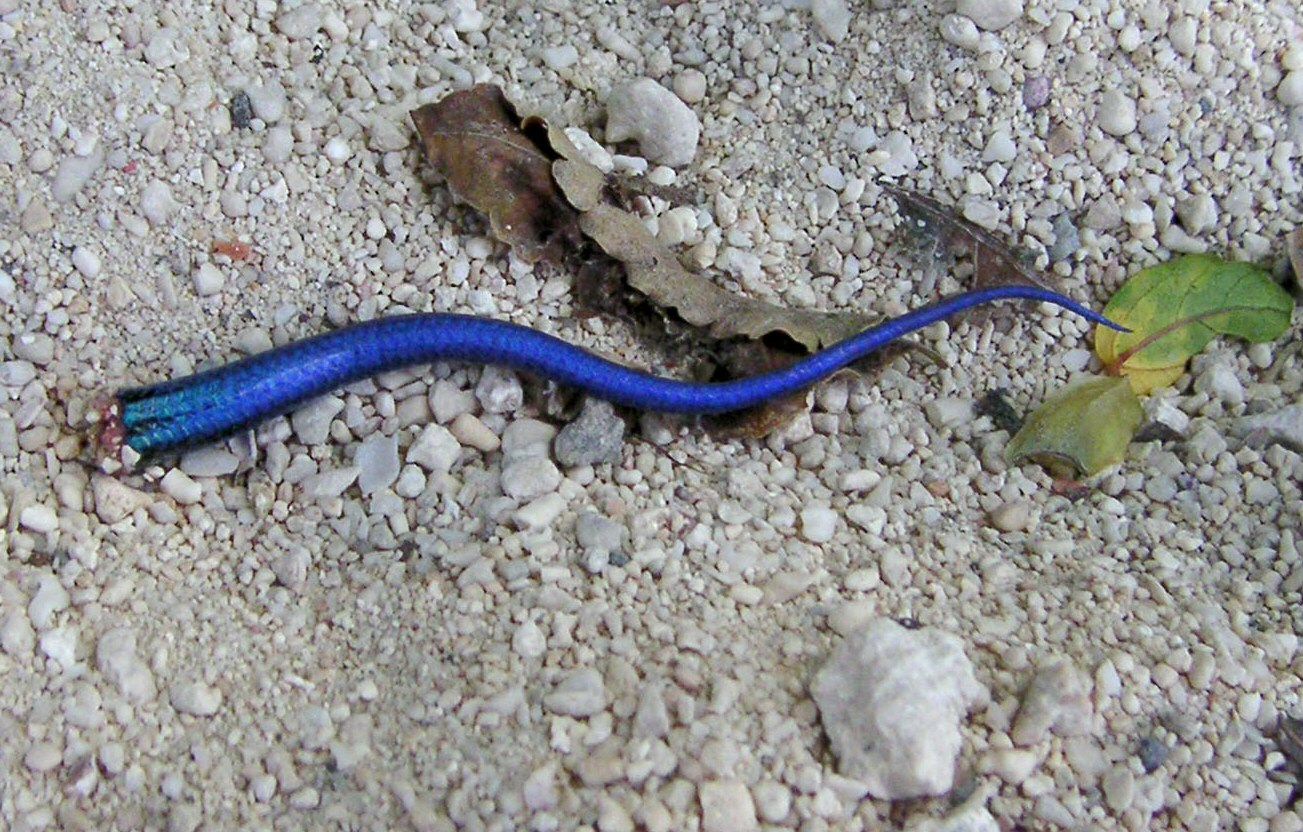
Ödlor kan tappa sin svans som en försvarsmekanism.

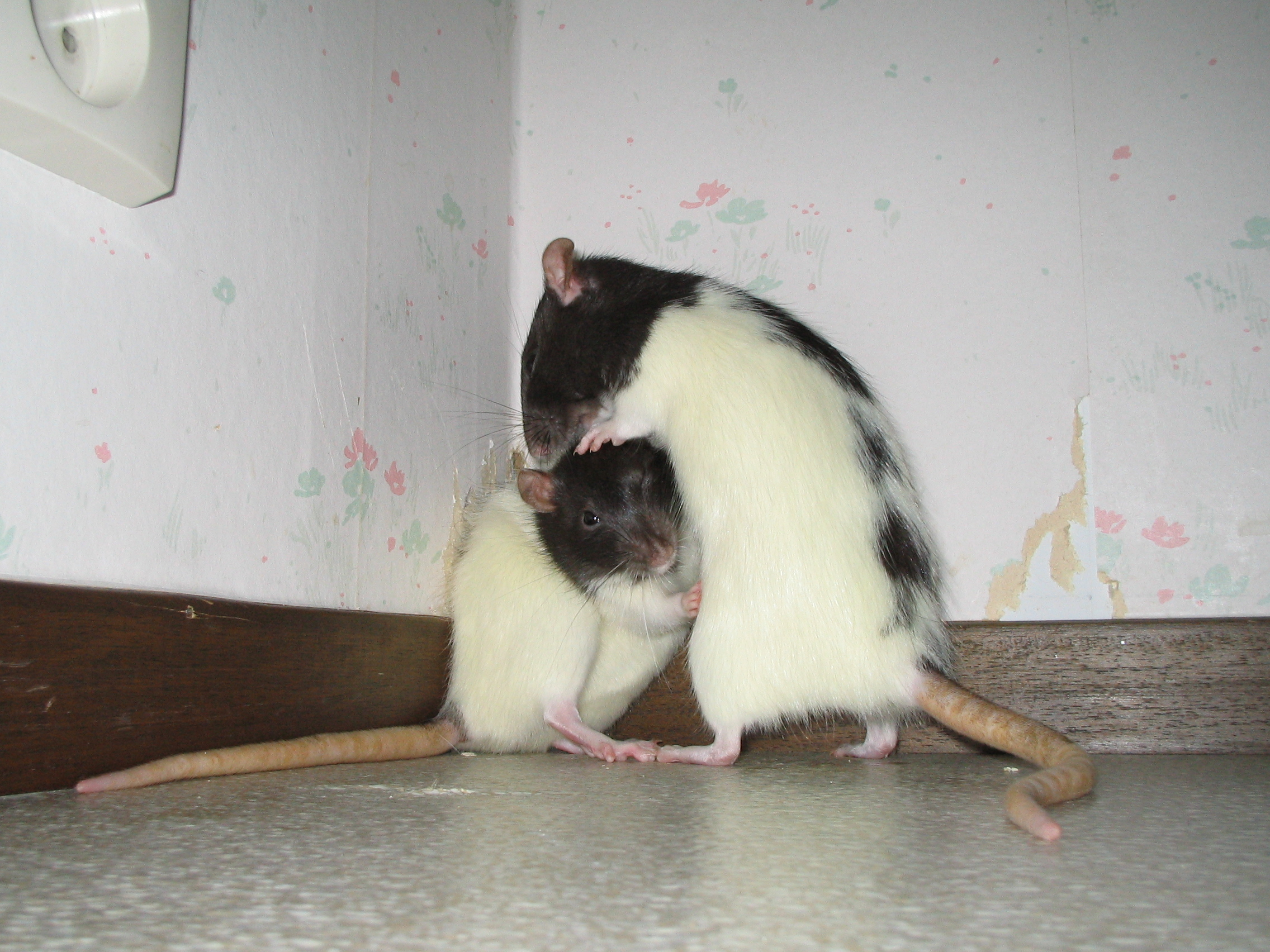
Råttor har långa och smala svansar.

Svans, extremitet hos vissa djur. Ryggradsdjurens svans innehåller svansben och svanskotor.
Mänskliga embryon har svans under en period av sin utveckling.

## Svansens funktioner
Svansens funktioner varierar mellan olika djurgripper.
- Energireserv: ödlor
- Gripsvans, som en ytterligare arm: många trädlevande djur, till exempel spindelapor
- Balans: kängurudjur och kattdjur
- Styrning: glidflygande flygekorrar
- Signaler: hunddjur, skunkar
- Skydd: ödlor, fjällräv, hästar
- Simning: uttrar, bävrar, krokodiler